# Јандекс мапе
Јандекс.мапе (рус. Яндекс.Карты) су сервис Интернет мапа коју је развила компанија Јандекс (рус. Яндекс). Сервис је развијен 2004. године и приказује детаљну мапу целе планете. Мапе су доступне за рачунаре и мобилне уређаје, а укључују претрагу података, приказ гужве у саобраћају, приказ панорама и фотографија, као и проналажење најкраће руте за кретање од једног до другог места помоћу аутомобила, бициклом, јавним превозом или пешке.

## Спорне територије
Територије са спорним или специфичним правним статусом обележене су на одговарајући начин у зависности од верзије мапа.
| Територија                 | Статус |
| -------------------------- | --- |
| Абхазија                   | У руској и међународној верзији је територија представљена као независна држава, док је у осталим верзијама представљена у саставу Грузије.                                                        |
| Доњецка Народна Република  | Територија је у свим верзијама представљена у саставу Украјине. |
| Западна Сахара             | У турској верзији је територија представљена у саставу Марока, док је у осталим верзијама представљена као независна држава.                                                                       |
| Јужна Осетија              | У руској и међународној верзији је територија представљена као независна држава, док је у осталим верзијама представљена у саставу Грузије.                                                        |
| Косово                     | У турској верзији је територија представљена као независна држава, док је у осталим верзијама представљена у саставу Србије као Аутономна покрајина Косово и Метохија.                             |
| Крим                       | Територија је у украјинској, белоруској, казахстанској и турској верзији мапа представљена као саставни део Украјине, док је у руској и међународној верзији представљена као саставни део Русије. |
| Луганска Народна Република | Територија је у свим верзијама представљена у саставу Украјине. |
| Макао                      | Територија је у свим верзијама представљена као независна држава. |
| Придњестровље              | Територија је у свим верзијама представљена у саставу Молдавије. |
| Севастопољ                 | Територија је у украјинској, белоруској, казахстанској и турској верзији мапа представљена као саставни део Украјине, док је у руској и међународној верзији представљена као саставни део Русије. |
| Северни Кипар              | У турској верзији је територија представљена као независна држава, док је у осталим верзијама представљена у саставу Кипра.                                                                        |
| Република Кина             | Територија је у свим верзијама представљена у саставу Народне Републике Кине. |
| Хонг Конг                  | Територија је у свим верзијама представљена као независна држава. |